# Church of the Province of Central Africa
Die Church of the Province of Central Africa ist eine Mitgliedskirche der Anglikanischen Gemeinschaft und erstreckt sich über die zentralafrikanischen Staaten Botswana, Malawi, Sambia und Simbabwe. Die Organisation mit Sitz in Mzuzu wurde 1955 gegründet.
Die über 600.000 Gläubigen der Kirche leben in 15 Diözesen (Botswana, Zentralsambia, Zentralsimbabwe, Ostsambia, Harare, Malawisee, Luapula, Lusaka, Manicaland, Masvingo, Matabeleland, Nordmalawi, Nordsambia, Südmalawi, Südmalawi - Upper Shire) mit 250 Gemeinden und etwa 400 Priestern. Primas der Kirche ist der Erzbischof von Zentralafrika, der zugleich einer der Diözesanbischöfe ist.
Die Church of the Province of Central Africa ist Mitglied des Ökumenischen Rates der Kirchen (ÖRK) und der All Africa Conference of Churches (AACC). Sie praktiziert keine Frauenordination.
Die Provinz umfasst 15 Diözesen in 4 Ländern:
| Diözese                 | Staat              | Bischof                      |
| ----------------------- | ------------------ | ---------------------------- |
| Botswana                | Botswana, Gaborone | Metlhayotlhe Rawlings Beleme |
| Zentralsambia           | Sambia, Ndola      | Derek Kamukwamba             |
| Zentralsimbabwe         | Simbabwe, Gweru    | Ignatius Makumbe             |
| Ostsambia               | Sambia, Chipata    | Dennis Milanzi               |
| Harare                  | Simbabwe, Harare   | Farai Mutamiri               |
| Malawisee               | Malawi, Lilongwe   | Francis Kaulanda             |
| Luapula                 | Sambia, Mansa      | Japhet Ponda                 |
| Lusaka                  | Sambia, Lusaka     | Albert Chama                 |
| Manicaland              | Simbabwe, Mutare   | Erick Ruwona                 |
| Masvingo                | Simbabwe, Masvingo | Osiward Mapika               |
| Matabeleland            | Simbabwe, Bulawayo | Cleophas Lunga               |
| Nordmalawi              | Malawi, Mzuzu      | Fanuel Emmanuel Magangani    |
| Nordsambia              | Sambia, Kitwe      | John Kafwanka                |
| Südmalawi               | Malawi, Blantyre   | Alinafe Kalemba              |
| Südmalawi - Upper Shire | Malawi, Zomba      | William Mchombo              |

## Erzbischöfe von Zentralafrika
- 1955–1957 Edward Francis Paget (Bischof von Mashonaland (heute Harare))
- 1957–1961 William James Hughes (Bischof von Matabeleland)
- 1962–1970 Francis Oliver Green-Wilkinson (Bischof von Lusaka)
- 1971–1980 Donald Seymour Arden
- 1980–2000 Walter Paul Khotso Makhulu (Bischof von Botswana)
- 2000–2007 Bernard Amos Malango (Bischof von Upper Shire in Malawi)
- seit 2011 Albert Chama (Bischof von Nordsambia (heute Lusaka))